# PARMA
PARMA, acronimo di Programma per l'Archiviazione Refertazione Monitoraggio Anticoagulanti, è un programma informatico per sistemi operativi Microsoft Windows che assiste il medico nella gestione della terapia anticoagulante orale (TAO).
Concretamente il programma si occupa della gestione dei dati storici dei pazienti e in base ad essi, mediante un opportuno algoritmo, dell'elaborazione di una proposta per la terapia.
Il software è stato sviluppato specificamente per affrontare le problematiche della terapia anticoagulante orale seguendo le raccomandazioni della FCSA (Federazione Centri per la diagnosi della trombosi e la Sorveglianza delle terapie Antitrombotiche, ex Federazione Centri Sorveglianza Anticoagulati).

## Programmi alternativi
Un software alternativo della stessa ditta è ANTHEMA.
Un altro programma che offre funzionalità analoghe è RCmw.